# 宮崎義一
宮崎 義一（みやざき よしかず、1919年12月5日 - 1998年5月20日）は、日本の経済学者。京都大学名誉教授。第6代京都大学経済研究所所長。日本学術会議第14期会員。元日本学士院会員。経済政策に通じ、日本経済の分析を行った。

## 来歴
東京商科大学 (旧制)（現一橋大学）で杉本栄一・都留重人らの指導を受けた。大学卒業後、海軍士官となり、1946年12月横浜高等商業学校（現横浜国立大学）に就職。
大学卒業後もたびたび日曜日朝から杉本の家で開かれるゼミに出席し、伊東光晴（京都大学名誉教授）、浅野栄一（中央大学名誉教授）、宮崎犀一（元東京女子大学教授）と、当時ゼミ生だった宮川公男（一橋大学名誉教授）、玉井龍象（金沢大学名誉教授）、近藤鉄雄（大蔵官僚、元労働大臣）らの指導にあたった。
『複合不況』（中公新書）はベストセラーになり、1992年の新語・流行語大賞にもなった。『世界経済をどう見るか』で毎日出版文化賞。論文「過当競争の論理と現実」（1962年）でエコノミスト賞を受賞。
大学同期の長洲一二元神奈川知事の後援会「長洲一二と県民の会」代表も務めた。蔵書のうち経済学関連の和書は福井県立大学に収められている。指導学生にタノン・ビダヤ（タイ王国財務大臣）など。

### 家族
- 妹：1926年生まれ。元中学校教諭。大阪府女子専門学校 (旧制)卒業。
- 妻：1927年生まれ。横浜共立学園卒業。
- 長男：宮崎耕一（1949年生まれ。経済学者、法政大学経済学部教授、横浜国立大学経済学部卒、東京大学大学院経済学研究科単位取得満期退学。）
- 長女：宮崎郁子（1954年生まれ。美術作家、株式会社パンゲア代表取締役。多摩美術大学卒。）

## 略歴
- 1919年（大正8年）- 大阪府大阪市生まれ[3]。

### 学歴
- 大阪大倉商業学校（現関西大倉学園）卒業
- 1941年（昭和16年）- 横浜高等商業学校（現横浜国立大学）卒業
- 1943年（昭和18年）- 東京商科大学（現一橋大学）卒業

### 職歴
- 1946年（昭和21年）12月 - 横浜高等商業学校
- 1949年（昭和24年）4月 - 横浜国立大学経済学部
- 1951年（昭和26年）3月 - 横浜国立大学経済学部助教授
- 1962年（昭和37年）4月 - 横浜国立大学経済学部教授
- 1968年（昭和43年）11月 - 横浜国立大学経済学部長
- 1973年（昭和48年）4月 - 外務公務員採用上級試験委員
- 1975年（昭和50年）4月 - 京都大学経済研究所教授
- 1980年（昭和55年）4月 - 京都大学経済研究所所長（1983年4月まで）
- 1983年（昭和58年）4月 - 京都大学退官、東京経済大学教授
- 1985年（昭和60年）4月 - 外務公務員採用第Ⅰ種試験委員
- 1988年（昭和63年）7月 - 日本学術会議会員
- 1989年（平成元年） - 明治学院大学教授
- 1990年（平成2年） 1月- 京都大学名誉教授

## 受賞等
- 1962年 第3回エコノミスト賞
- 1963年 毎日学術奨励賞
- 1970年 朝日学術奨励金
- 1974年 日経・経済図書文化賞
- 1986年 第40回毎日出版文化賞
- 1993年12月 - 1998年 日本学士院会員

## 著書

### 単著
- 『戦後日本の経済機構』（新評論、1966年）
- 『近代経済学の史的展開――「ケインズ革命」以後の現代資本主義像』（有斐閣、1967年）
- 『現代の資本主義』（岩波書店、1967年）
- 『寡占――現代の経済機構』（岩波新書、1972年）
- 『現代の日本企業を考える』（岩波新書、1974年）
- 『新しい価格革命――試練に立つ現代資本主義』（岩波新書、1975年）
- 『戦後日本の企業集団――企業集団表による分析 1960-70年』（日本経済新聞社、1976年）
- 『転換期の争点』（三省堂、1981年）
- 『現代資本主義と多国籍企業』（岩波書店、1982年）
- 『転換期の資本主義――80年代の展望』（日本放送出版協会<NHKブックス>、1982年）
- 『日本経済の構造と行動――戦後40年の軌跡』（筑摩書房（上・下）、1985年）
- 『現代企業論入門――コーポレィト・キャピタリズムを考える』（有斐閣、1985年）
- 『世界経済をどう見るか』（岩波新書、1986年）
- 『ドルと円――世界経済の新しい構造』（岩波新書、1988年）
- 『変わりゆく世界経済――「トランスナショナル・シビル・ソサイェティ」への途』（有斐閣、1990年）
- 『複合不況――ポスト・バブルの処方箋を求めて』（中公新書、1992年）
- 『国民経済の黄昏――「複合不況」その後』（朝日新聞社<朝日選書>、1995年）
- 『ポスト複合不況――21世紀日本経済の選択』（岩波ブックレット、1997年）

### 共著
- （伊東光晴）『ケインズ一般理論――コンメンタール』（日本評論社、1964年）
- （長州一二・伊東光晴）『70年代の経済』（朝日新聞社、1970年）
- 『経済学全集（30）現代資本主義論』（筑摩書房、1970年）
- （篠原一・平田清明）『転換期の思想』（新地書房、1978年）
- 『21世紀への思索――続・転換期の思想 討論』（新地書房、1986年）

### 編著
- 『近代経済学研究入門』（有斐閣、1968年）
- 『多国籍企業の研究』（筑摩書房、1982年）

### 共編著
- （篠原三代平・林栄夫）『近代経済学講座（1-4）』（有斐閣、1961年）
- （小泉明）『日本経済を見る眼』（東洋経済新報社、1967年）
- （新野幸次郎）『管理価格――現代の価格機構を考える』（有斐閣、1972年）
- （伊東光晴）『世界の名著（69）ケインズ、ハロッド』（中央公論社、1977年）

### 訳書
- R・F・ハロッド『景気循環論』（東洋経済新報社、1950年）
- M・カレッキー『経済変動の理論――資本主義経済における循環的及び長期的変動の研究』（新評論、1958年）
- J・シュタインドル『アメリカ資本主義の成熟と停滞――寡占と成長の理論』（日本評論社、1962年）
- ジョーン・ロビンソン『経済学の考え方』（岩波書店、1966年）
- R・F・ハロッド『経済動学』（丸善、1976年）
- スティーブン・ハイマー『多国籍企業論』（岩波書店、1979年）
- 『ケインズ全集（9）説得論集』（東洋経済新報社、1981年）